# Zornia multinervosa
Zornia multinervosa är en ärtväxtart som beskrevs av Nélida María Bacigalupo. Zornia multinervosa ingår i släktet Zornia och familjen ärtväxter. Inga underarter finns listade i Catalogue of Life.